# Selenia glaucescens
Selenia glaucescens är en fjärilsart som beskrevs av Smith 1954. Selenia glaucescens ingår i släktet Selenia och familjen mätare. Inga underarter finns listade.